# Nicholas Barber (MP)
Nicholas Barber (fl. 1414-1421), de Dunwich, Suffolk, foi membro do Parlamento Inglês por Dunwich em abril de 1414, 1419 e dezembro de 1421.